# Muzeum Filmu w Poczdamie
Muzeum Filmu w Poczdamie (niem. Filmmuseum Potsdam) – muzeum w Poczdamie, założone w 1981 roku jako Muzeum Filmu NRD (Filmmuseum der DDR). Jest najstarszym muzeum filmowym w Niemczech.
Początkowo ekspozycja była poświęcona sprzętowi i technice filmowej, natomiast później dołączono do niej historię wytwórni UFA i DEFA. Wśród zbiorów znajdują się także filmy wyprodukowane w studiu Babelsberg. Ekspozycja obejmuje również kostiumy, scenariusze, rekwizyty, plakaty, nagrody filmowe, wycinki prasowe oraz materiały audiowizualne. W latach 90. XX w. muzeum przeszło renowację.
Siedzibą muzeum jest wzniesiony w 1685 roku budynek przypałacowej oranżerii. Później w obiekcie utrzymywano stadninę koni jeździeckich królów pruskich, a od początku XX wieku był wykorzystywany przez różne muzea. Jest położony obok pałacu  – siedziby parlamentu Brandenburgii.